# 迈克·勒马雷
迈克·勒马雷（英語：Mike Le Mare），美国音频工程师。他因电影从海底出击提名奥斯卡最佳音响效果奖。

## 部分影视作品
- 放大 (1966)
- 从海底出击 (1981)[1]
- 终结者 (1984)
- 万恶城市（英语：New Jack City） (1991)
- 安德森维尔（英语：Andersonville (film)） (1996)
- 战争路径（英语：Path to War） (2002)